# Friedenswahl
Friedenswahlen sind Wahlen, bei denen auf eine Wahlhandlung verzichtet wird, weil nur ein Wahlvorschlag vorliegt.

## Sozialversicherung
Die Sozialversicherungsträger werden von einer Vertreterversammlung kontrolliert. Diese wird von Versicherten und Arbeitgebern gewählt. Die gesetzlichen Regelungen für diese Sozialwahlen lassen Friedenswahlen zu.
- § 46 Abs. 2 SGB IV: „Wird aus einer Gruppe nur eine Vorschlagsliste zugelassen oder werden auf mehreren Vorschlagslisten insgesamt nicht mehr Bewerber benannt, als Mitglieder zu wählen sind, gelten die Vorgeschlagenen als gewählt.“
- § 28 SVWO: „(1) Wird aus einer Wählergruppe keine gültige Vorschlagsliste eingereicht oder nur eine Vorschlagsliste zugelassen, findet für diese Wählergruppe keine Wahlhandlung statt; dies gilt auch, wenn zwar mehrere Vorschlagslisten zugelassen werden, in ihnen aber insgesamt nicht mehr Bewerber benannt sind, als Mitglieder zu wählen sind oder in ihnen insgesamt für keinen Ältestensprengel mehr als ein Bewerber benannt ist. (2) Findet keine Wahlhandlung statt, stellt der Wahlausschuß das Wahlergebnis fest und macht es spätestens am 107. Tag vor dem Wahltag zusammen mit der Feststellung, daß und weshalb eine Wahlhandlung unterbleibt, öffentlich bekannt. [...] (3) Die in einer Vorschlagsliste oder in mehreren Vorschlagslisten nach Absatz 1 benannten Bewerber gelten mit Ablauf des Wahltages als gewählt.“

Immer wieder kommt es sowohl auf Arbeitgeberseite als auch auf Arbeitnehmerseite zu solchen Friedenswahlen.
Die Möglichkeit und Praxis der Friedenswahlen bei den Sozialversicherungsträgern ist zwar höchstrichterlich bestätigt, sie wird aber weiterhin als undemokratisch und verfassungswidrig kritisiert. Gleichwohl haben Friedenswahlen eine mehr als hundertjährige Tradition.

## Handwerkskammern
Die Wahlen zu der Vollversammlung von Handwerkskammern sind in der „Wahlordnung für die Wahlen der Mitglieder der Vollversammlung der Handwerkskammern (Anlage C der Handwerksordnung) – HwWahlO“ geregelt.
- § 20 HwWahlO: „Wird für den Wahlbezirk nur ein Wahlvorschlag zugelassen, so gelten die darauf bezeichneten Bewerber als gewählt, ohne daß es einer Wahlhandlung bedarf.“

Bis auf drei Ausnahmen fanden bisher alle Wahlen als Friedenswahlen statt. Zwei Wahlen wurden durchgeführt, weil für die Wahl der Arbeitgeberseite zwei Wahlvorschläge zugelassen wurden; eine weitere bezog sich auf die Arbeitnehmerseite.
Eine Vorlage des Bundesverwaltungsgerichts zur Verfassungsmäßigkeit der Wahlbestimmungen zu Vollversammlung der Handwerkskammer wurde vom Bundesverfassungsgericht nicht zur Entscheidung angenommen, u. a. weil es nach Ablauf der Wahlperiode kein Rechtsschutzbedürfnis mehr gesehen hat.

## Industrie- und Handelskammer
Auch bei Industrie- und Handelskammern gab es früher Friedenswahlen. Das Bundesverwaltungsgericht hat diese jedoch für ungültig erklärt, weil das IHK-Gesetz vorschreibt, dass die Mitglieder der Vollversammlung gewählt werden, aber eine Friedenswahl keine Wahl ist. Inzwischen wurde die Möglichkeit einer Friedenswahl aus den Wahlordnungen der Industrie- und Handelskammern entfernt.

## Gemeinde- und Kreisvertretungen
Das Bundesverfassungsgericht hat die Möglichkeit der Friedenswahlen im „Wahlgesetz für die Gemeinde- und Kreisvertretungen in Schleswig-Holstein (Gemeinde- und Kreiswahlgesetz – GKWG) vom 25. März 1959“ aufgehoben. Aus Art. 28 Abs. 1 Satz 2 GG hat das Bundesverfassungsgericht abgeleitet, dass Wahlen stattfinden müssen.